# Cieszków (przystanek kolejowy)
Cieszków – przystanek osobowy, niegdyś stacja kolejowa w Cieszkowie, w województwie dolnośląskim, powiecie milickim, w Polsce.

## Ruch pasażerski
| Rok  | Wymiana pasażerska na dobę |
| ---- | -------------------------- |
| 2017 | –                          |
| 2022 | 20-49                      |

## Połączenia
W grudniu 2013 r. z powodu dekapitalizacji linii kolejowej nr 281 ograniczono kursowanie pociągów pasażerskich spółki Przewozy Regionalne, funkcjonujących w relacji Krotoszyn – Wrocław do jednego połączenia weekendowego (pociąg „Barycz”). Z dniem 11 grudnia 2016 r. pociągi zawieszono ze względu na niskie zainteresowanie pasażerów.
Z dniem 25 marca 2019 r. po wyremontowaniu linii kolejowej przywrócone po kilkuletniej przerwie zostały połączenia pasażerskie. Pociągi osobowe uruchamiają Koleje Dolnośląskie (6 razy w tygodniu w dni robocze i rzadziej w weekendy) w ramach linii D7 Krotoszyn – Jelcz-Laskowice przez Oleśnicę i Wrocław Główny.